# Sebastian von Gemmingen
Sebastian von Gemmingen (* 1522; † 28. Dezember 1575 in Ingenheim) war Grundherr in Ingenheim.

## Leben
Er entstammte der Linie Michelfeld der Herren von Gemmingen und war ein Sohn des Weirich von Gemmingen (1493–1548) und der Benedikta von Nippenburg (1500–1570). Während sein Bruder Leonhard (1536–1583) den Stammsitz in Michelfeld erbte, fiel ihm der Besitz in Ingenheim zu. 1569 erhielt er gemeinsam mit seinem Bruder das Recht, Stock und Galgen aufzurichten, da die Untertanen seit 1556 aufrührerisch waren.
Er starb 1575 in Ingenheim und wurde in Michelfeld beigesetzt. Er hatte eine große Leibesfülle und hinterließ Kleider, die dreieinhalb Ellen weit waren.

## Familie
Er war verheiratet mit Juliane von Bödigheim (1536–1588). Sie war gelähmt und blieb nach dem Tod ihres Gatten noch eine Zeit in Ingenheim, später zog sie nach Pforzheim, wo sie starb. Sie wurde ebenfalls in Michelfeld beigesetzt. Das Paar hinterließ keine Kinder. Sebastians Besitz kam an seinen Bruder Leonhard (1536–1583), der ebenfalls mit einer Bödigheim-Tochter verheiratet war.